# Forchheim
Forchheim este un oraș din districtul Forchheim, regiunea administrativă Franconia Superioară, landul Bavaria, Germania.

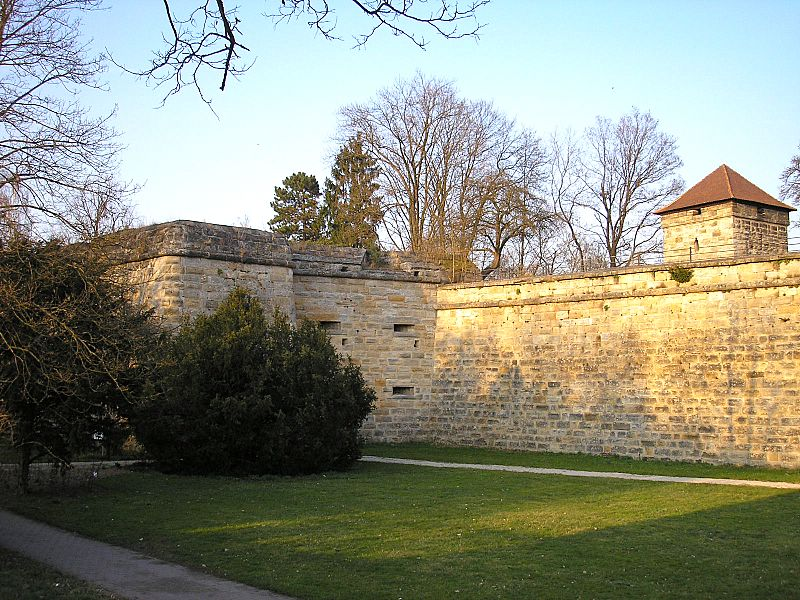
Forchheim
(Cetatea Pfalz)

## Date geografice
Altitudine 265 m.
Situat lângă Canalul Main-Dunăre, la 24 km de Bamberg. 

## Demografie
30.396 locuitori (la 31 decembrie 2010).

## Istoric
Oraș întemeiat în secolul al VII-lea.

## Obiective turistice
- Burgul Pfalz (1370).
- Bazilica Sf.Martin (Martinskirche, din jurul anului 1400).
- Bazilica Sf.Ecaterina (Spitalkirche St.Katharina), în stil gotic târziu.
- Marienkapelle (1470).

## Personalități născute aici
- Christine Thürmer (n. 1967), scriitoare.